# Armando Riesco
Armando Riesco (ur. 5 grudnia 1977) – portorykański aktor filmowy i telewizyjny.

## Wybrana filmografia

### Filmy
- 2002: 25. godzina jako Phelan
- 2006: Zatańczyć z Anną jako Hector
- 2010: Tested, The jako Julian Varone
- 2013: 7E jako Rich

### Seriale
- 1996: Zdarzyło się jutro jako Orderly
- 2006: 1300 gramów jako Dr. Thomas Flores
- 2011: Gifted Man, A jako Tavo

### Głosy
- 2002: Grand Theft Auto: Vice City jako dostawca narkotyków/francuski kurier
- 2004: Grand Theft Auto: San Andreas jako oficer Jimmy Hernandez/przechodnie
- 2006: Grand Theft Auto: Vice City Stories jako przechodnie
- 2008: Grand Theft Auto IV jako przechodnie
- 2009: Grand Theft Auto: The Ballad of Gay Tony jako parkingowy